# Легитимизъм
Легитимизмът (на френски: légitimisme) е политическо движение във Франция през XIX век.
Легитимистите се застъпват за възстановяване на династичното наследяване на френския трон от Капетингите по права мъжка линия и смятат за невалидни отказите от трона на Филип V през 1710 година и Луи XIX през 1830 година, както и абдикациите на Франсоа I през 1525 година и Шарл X през 1830 година, противопоставяйки се на бонапартизма и орлеанизма.